# ベザント

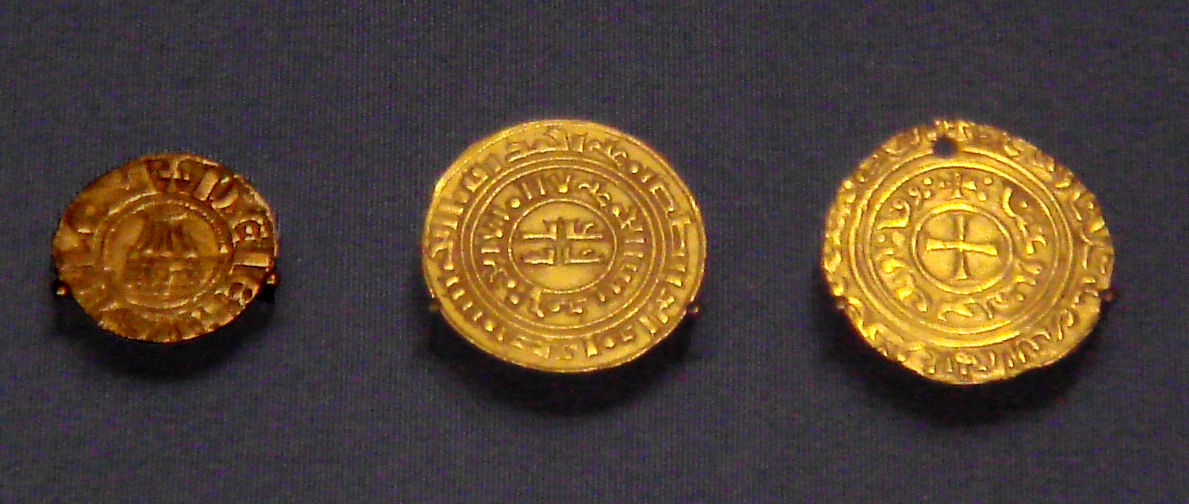
エルサレム王国十字軍のコイン：聖墳墓教会（1162年 - 1175年）柄の欧州タイプのドゥニエ、クーフィー体で書かれた金のベザント（1140年 - 1180年）、キリスト教のシンボル付の金のベザント（1250年代）。金貨は最初はディナールのコピーであり、クーフィー体が刻まれていた。しかし、1250年以降カトリック教会の不満に従い、キリスト教のシンボルが追加された。（大英博物館）

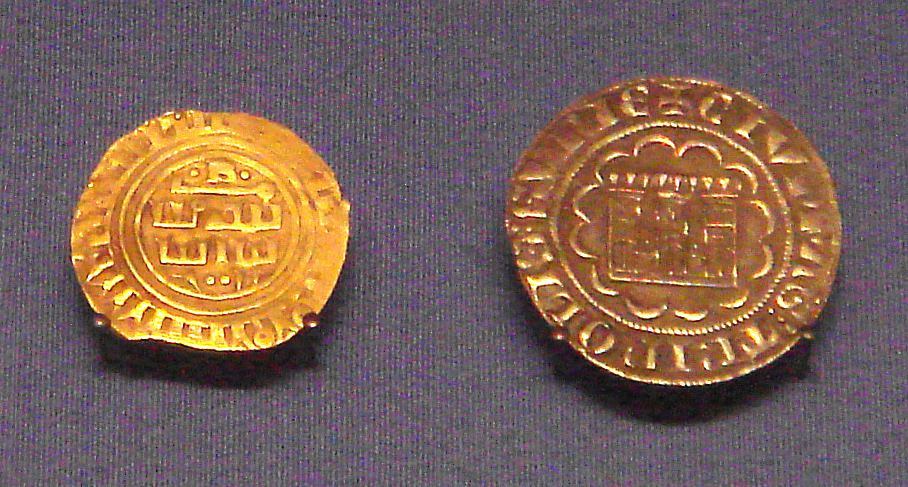
トリポリ伯国の金のベザント。アラビア語（1270年 - 1300年）、トリポリの銀のグロ（1275年 - 1287年）。大英博物館

ベザントは 中世の金貨。この言葉はビザンティウムが語源で、もともとのギリシア語の東ローマ帝国の首都コンスタンティノープル（現在のイスタンブール）の旧名ビザンティオン（Βυζάντιον or "Byzántion" ）がラテン語化した形をとったもの。コンスタンティヌス1世の時代以降、金貨はしばしコンスタンティノープルからもたらされ、コンスタンティノープルを連想するものだった。

## 歴史
西欧中世初期では、金貨はほとんど鋳造されず、銀貨と銅貨が通貨としての選択肢だった。しかもそれらは、地中海地域を中心に、小さな単位で流通したのみだった。典型的な金貨は特別に儀礼上重要な機会か、尊敬の印として使われた。東ローマのソリドゥス金貨は、後のイスラム製のものとともに特に高く評価された。これらの金貨は通常「ベザント」と呼ばれた。語源的にはビザンティウムが由来とされ、首都コンスタンティノープルのギリシア語の名称ビザンティオン（Βυζάντιον, Byzántion）のラテン語化が起源であった。コンスタンティヌス1世の時代以降、金貨は基本的にコンスタンティノープルからもたらされるもので、コンスタンティノープルを連想するものであった。
最初のベザントは東ローマのソリドゥス金貨で、後には、この言葉はイスラームのカリフ国で鋳造された金のディナールも示すようになった。それらもソリドゥスをモデルとしていた。
ベザントという言葉はヴェネツィア共和国ではエジプトのディナール金貨を指し、マルコ・ポーロは東アジアへの旅において元王朝の通貨について記述する時にベザントという言葉を利用している。彼の記載では、1ベザント = 20 グロート = 133⅓ トロネセルであった。
フィレンツェ共和国が1252年にフローリン（またはフィオリーノ）として知られる金貨を鋳造し始めた時に、金貨は欧州に再度導入された。
10世紀と11世紀のイングランドでは金貨は銀2シリングと等価であり、金銀交換比率は 1:9だった。

## ベザントの紋章

コーンウォール公爵の徽章はコーンウォールを代表する15個のベザントがその由来である

紋章学においては、ベザントは金の円盤（ラウンデル）のことを表す。これら紋章学上の円盤の名称の多くはコインの名称に由来している。